# Four Freedoms Award

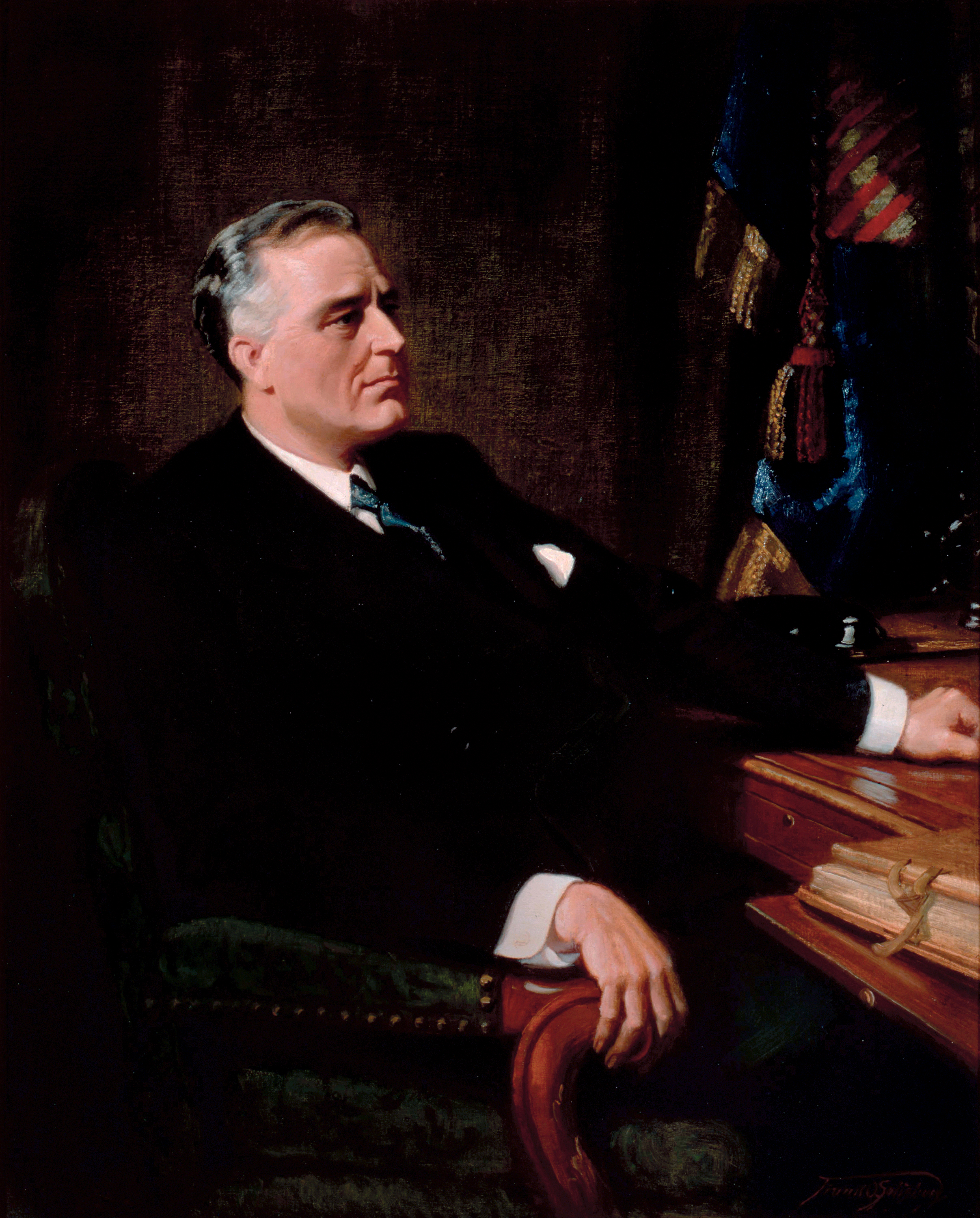
Präsident Franklin D. Roosevelt, ein Gemälde von Frank O. Salisbury, 1947

Der Four Freedoms Award ist eine Auszeichnung, die jährlich an Personen oder Gruppen verliehen wird, welche sich um „Die vier Freiheiten“, die US-Präsident Franklin D. Roosevelt in seiner Rede vor dem amerikanischen Kongress am 6. Januar 1941 beschworen hat, verdient gemacht haben.
In ungeraden Jahren wird der Preis in Hyde Park, New York, vom „Franklin and Eleanor Roosevelt Institute“ an US-Amerikaner vergeben; in geraden Jahren werden in Middelburg, Niederlande, von der „Roosevelt Stichting“ Nicht-Amerikaner geehrt.
Der Preis wird jeweils in fünf Kategorien verliehen:
1. Freedom Medal
2. Freiheit der Rede und des Ausdrucks (Freedom of speech and expression)
3. Religionsfreiheit (Freedom of worship)
4. Freiheit von Not (Freedom from want)
5. Freiheit von Furcht (Freedom from fear)

In den Jahren 1984, 1990, 1995, 2002 bis 2006 und 2008 wurden zusätzliche Preise an Personen vergeben.

## Geschichte

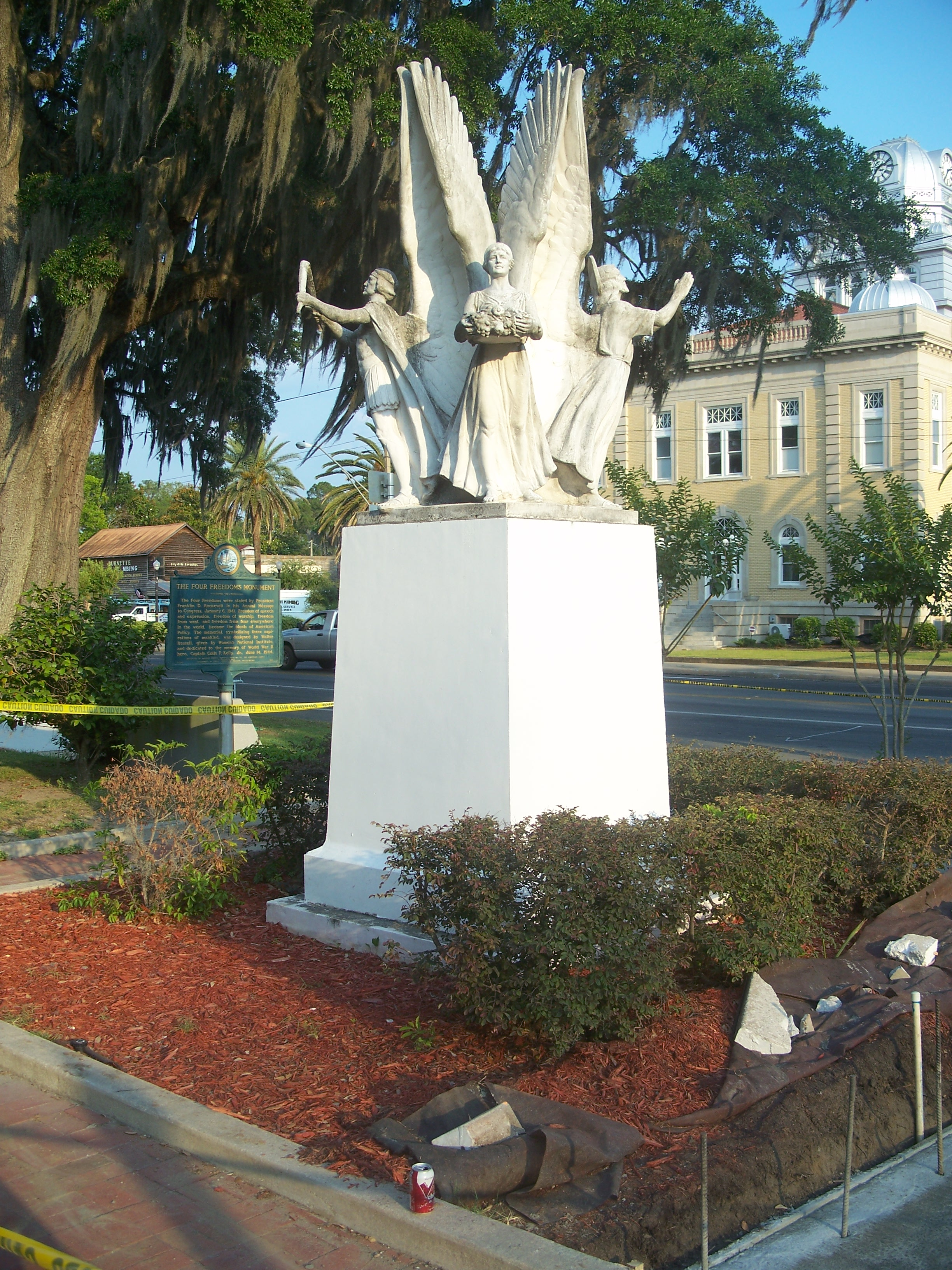
Four Freedoms Monument, Madison

Am 6. Januar 1941 beschwor Roosevelt im Rahmen der State of the Union Address (dt. „Ansprache zur Lage der Nation“) die vier fundamentalen Freiheiten des Menschen, die deswegen auch als die Four-Freedoms-Rede bekannt ist. Dies war noch vor dem Angriff auf Pearl Harbor und damit vor Beginn der Amerikanischen Beteiligung am Zweiten Weltkrieg.

“In the future days, which we seek to make secure, we look forward to a world founded upon four essential human freedoms.
The first is freedom of speech and expression – everywhere in the world.
The second is freedom of every person to worship God in his own way – everywhere in the world.
The third is freedom from want, which, translated into world terms, means economic understandings which will secure to every nation a healthy peacetime life for its inhabitants – everywhere in the world.
The fourth is freedom from fear, which, translated into world terms, means a world-wide reduction of armaments to such a point and in such a thorough fashion that no nation will be in a position to commit an act of physical aggression against any neighbor – anywhere in the world.”

„In künftigen Tagen, um deren Sicherheit wir uns bemühen, sehen wir freudig einer Welt entgegen, die auf vier wesentliche Freiheiten des Menschen gegründet ist.
Die erste dieser Freiheiten ist die der Rede und des Ausdrucks – überall auf der Welt.
Die zweite dieser Freiheiten ist die jeder Person, Gott auf ihre Weise zu verehren – überall auf der Welt.
Die dritte dieser Freiheiten ist die Freiheit von Not. Das bedeutet, weltweit gesehen, wirtschaftliche Verständigung, die jeder Nation ein Leben in Gesundheit und Frieden für ihre Einwohner gewährt – überall auf der Welt.
Die vierte Freiheit aber ist die von Furcht. Das bedeutet, weltweit gesehen, eine globale Abrüstung, so gründlich und so lange durchgeführt, bis kein Staat mehr in der Lage ist, seinen Nachbarn mit Waffengewalt anzugreifen – nirgendwo auf der Welt.“

Roosevelts Ehefrau Eleanor Roosevelt blieb nach dem Tod ihres Mannes im Jahr 1945 eine aktive Vorkämpferin für die Aufnahme der vier Freiheiten in die Allgemeine Erklärung der Menschenrechte der Vereinten Nationen.
Die Preise wurden erstmals im Jahr 1982 verliehen. Anlass waren sowohl der 100. Geburtstag Roosevelts als auch das 200. Jubiläum der Aufnahme von diplomatischen Beziehungen zwischen den Vereinigten Staaten und den Niederlanden.

## Ausgezeichnete

### Freedom Medal
| Jahr | Middelburg                                  | Jahr | Hyde Park |
| ---- | ------------------------------------------- | ---- | --- |
| 1982 | Juliana (Niederlande)                       | 1983 | Averell Harriman |
| 1984 | Harold Macmillan                            | 1985 | Claude Pepper |
| 1986 | Alessandro Pertini                          | 1987 | Thomas P. O’Neill, Jr |
| 1988 | Helmut Schmidt                              | 1989 | William Joseph Brennan |
| 1990 | Václav Havel und Jacques Delors             | 1991 | Thurgood Marshall |
| 1992 | Javier Pérez de Cuéllar                     | 1993 | Cyrus Vance |
| 1994 | Dalai Lama                                  | 1995 | Jimmy Carter |
| 1996 | Juan Carlos I.                              | 1997 | Katharine Graham |
| 1998 | Mary Robinson                               | 1999 | Edward Kennedy |

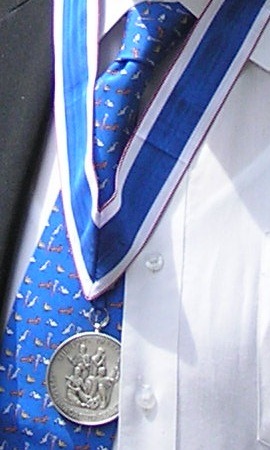
Eine der Medaillen

| 2000 | Martti Ahtisaari                            | 2001 | Veteranen des Zweiten Weltkriegs, repräsentiert durch - Richard Winters (US Army) - Robert E. Bush (US Navy) - William T. Ketcham (US Marine Corps) - Lee A. Archer, Jr. (US Air Force) - Ellen Buckley (U.S. Army Nurse Corps) |
| 2002 | Nelson Mandela                              | 2003 | George J. Mitchell |
| 2004 | Kofi Annan                                  | 2005 | Bill Clinton |
| 2006 | Mohammed el-Baradei                         | 2007 | Carl Levin und Richard Lugar |
| 2008 | Richard von Weizsäcker                      | 2009 | Hillary Clinton |
| 2010 | Europäischer Gerichtshof für Menschenrechte | 2011 | Russ Feingold |
| 2012 | Luiz Inácio Lula da Silva                   | 2013 | Wendell Berry |
| 2014 | Rotes Kreuz                                 | 2015 | Ruth Bader Ginsburg |
| 2016 | Angela Merkel                               | 2017 | Harry Belafonte |
| 2018 | Christiana Figueres                         | 2019 | Lonnie G. Bunch |
| 2020 | Vereinte Nationen                           | 2021 | Fred Korematsu |

|  |  |  |  |  |

### Meinungsfreiheit

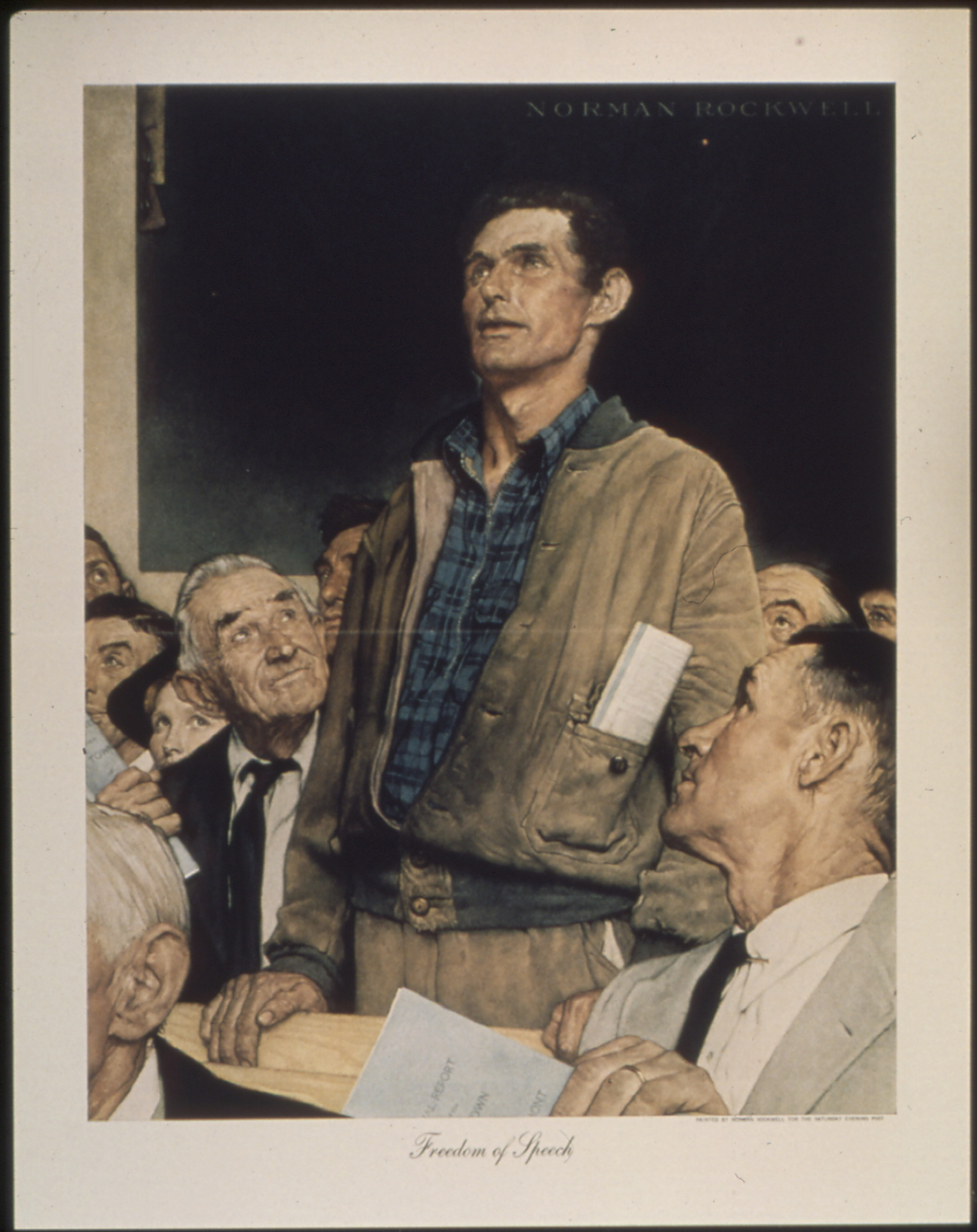
Freedom of Speech, ein Gemälde Norman Rockwells aus dem Jahr 1943

Die erste dieser Freiheiten ist die der Rede und des Ausdrucks – überall auf der Welt.
Roosevelt, 6. Januar 1941
| Jahr | Middelburg                          | Jahr | Hyde Park           |
| ---- | ----------------------------------- | ---- | ------------------- |
| 1982 | Max van der Stoel                   | 1983 | Joseph L. Rauh, Jr. |
| 1984 | Amnesty International               | 1985 | Kenneth B. Clark    |
| 1986 | El País                             | 1987 | Herbert Block       |
| 1988 | Ellen Johnson Sirleaf               | 1989 | Walter Cronkite     |
| 1990 | nicht verliehen                     | 1991 | James B. Reston     |
| 1992 | Mstislav Rostropovich               | 1993 | Arthur Miller       |
| 1994 | Marion Gräfin Dönhoff               | 1995 | Mary McGrory        |
| 1996 | John Hume                           | 1997 | Sidney R. Yates     |
| 1998 | CNN                                 | 1999 | John Lewis          |
| 2000 | Bronisław Geremek                   | 2001 | The New York Times  |
| 2002 | Radio Free Europe und Radio Liberty | 2003 | Studs Terkel        |
| 2004 | Lennart Meri                        | 2005 | Tom Brokaw          |
| 2006 | Carlos Fuentes                      | 2007 | Bill Moyers         |
| 2008 | Lakhdar Brahimi                     | 2009 | Anthony Romero      |
| 2010 | Nowaja gaseta                       | 2011 | Michael J. Copps    |
| 2012 | Al Jazeera                          | 2013 | Paul Krugman        |
| 2014 | Maryam Durani                       | 2015 | Arthur Mitchell     |
| 2016 | Mazen Darwish                       | 2017 | Dan Rather          |
| 2018 | Erol Önderoğlu                      | 2019 | The Boston Globe    |
| 2020 | Maria Ressa                         | 2021 | Nikole Hannah-Jones |

|  |  |  |  |

### Religionsfreiheit

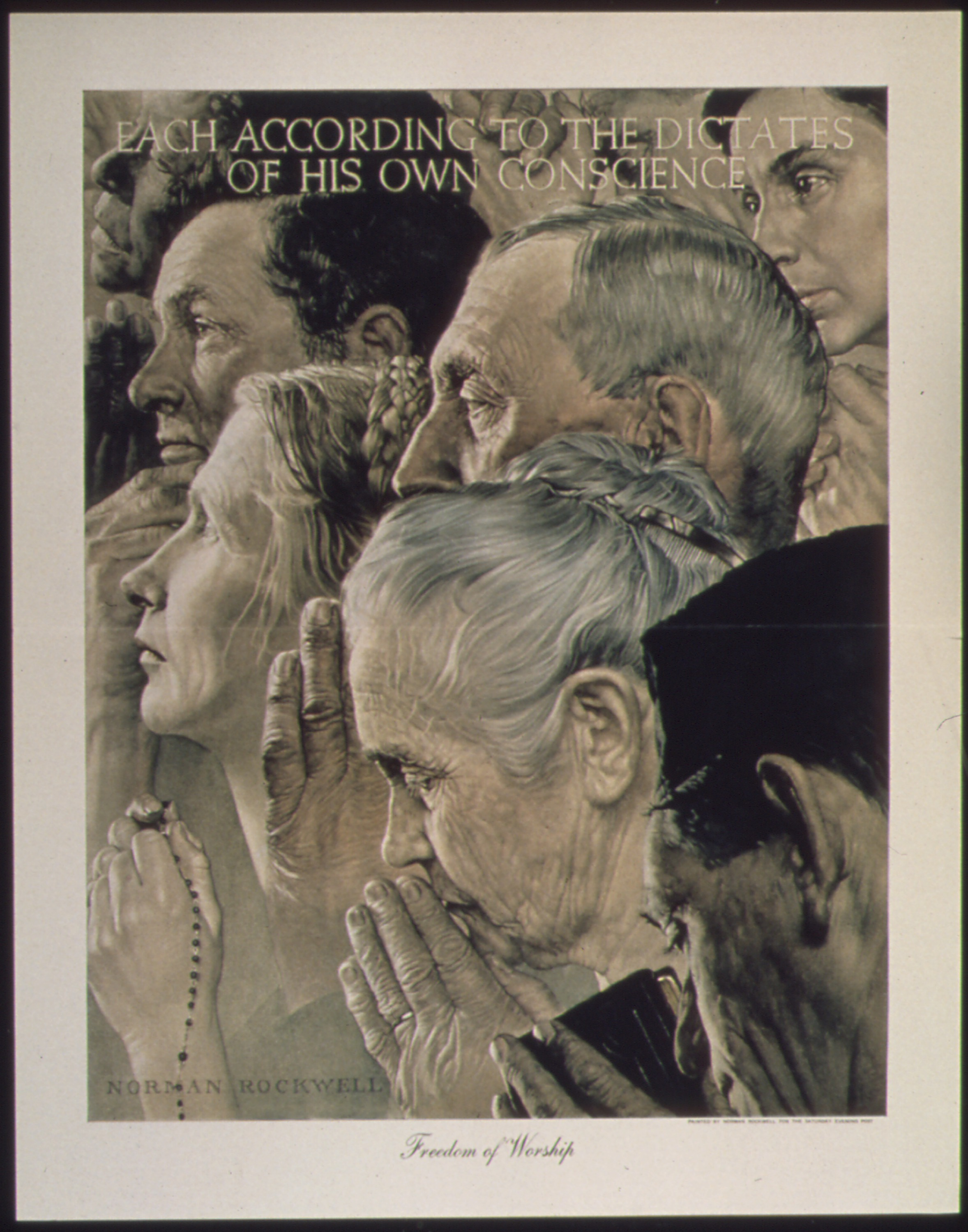
Freedom of Worship, ein Gemälde Norman Rockwells aus dem Jahr 1943

Die zweite dieser Freiheiten ist die jeder Person, Gott auf ihre Weise zu verehren – überall auf der Welt.
Roosevelt, 6. Januar 1941
| Jahr | Middelburg                                                                | Jahr | Hyde Park                                     |
| ---- | ------------------------------------------------------------------------- | ---- | --------------------------------------------- |
| 1982 | Willem Adolf Visser ’t Hooft                                              | 1983 | Coretta Scott King                            |
| 1984 | Werner Leich und Christiaan Frederick Beyers Naudé                        | 1985 | Elie Wiesel                                   |
| 1986 | Bernard Jan Alfrink                                                       | 1987 | Leon Sullivan                                 |
| 1988 | Teddy Kollek                                                              | 1989 | Raphael Lemkin (posthum) und Hyman Bookbinder |
| 1990 | László Tőkés                                                              | 1991 | Paul Moore, Jr.                               |
| 1992 | Terry Waite                                                               | 1993 | Theodore M. Hesburgh, CSC                     |
| 1994 | Gerhart M. Riegner                                                        | 1995 | Andrew Young                                  |
| 1996 | Robert Runcie                                                             | 1997 | William H. Gray                               |
| 1998 | Desmond Tutu                                                              | 1999 | Corinne C. Boggs                              |
| 2000 | Cicely Saunders                                                           | 2001 | Johnnie Rebecca Carr                          |
| 2002 | Nasr Hamid Abu Zaid                                                       | 2003 | Robert F. Drinan                              |
| 2004 | Sari Nusseibeh                                                            | 2005 | Cornel West                                   |
| 2006 | Communauté de Taizé                                                       | 2007 | Peter Gomes                                   |
| 2008 | Karen Armstrong                                                           | 2009 | Eboo Patel                                    |
| 2010 | Asma Jahangir                                                             | 2011 | Barry W. Lynn                                 |
| 2012 | Bartholomäus I.                                                           | 2013 | Simone Campbell                               |
| 2014 | Hassan ibn Talal                                                          | 2015 | William Barber                                |
| 2016 | Dieudonné Nzapalainga, Omar Kobine Layama und Nicolas Guérékoyame-Gbangou | 2017 | Steve Stone und Bashar A. Shala               |
| 2018 | Paride Taban                                                              | 2019 | Krista Tippett                                |
| 2020 | Religions for Peace                                                       | 2021 | Raphael Warnock                               |

|  |  |  |  |

### Freiheit von Not

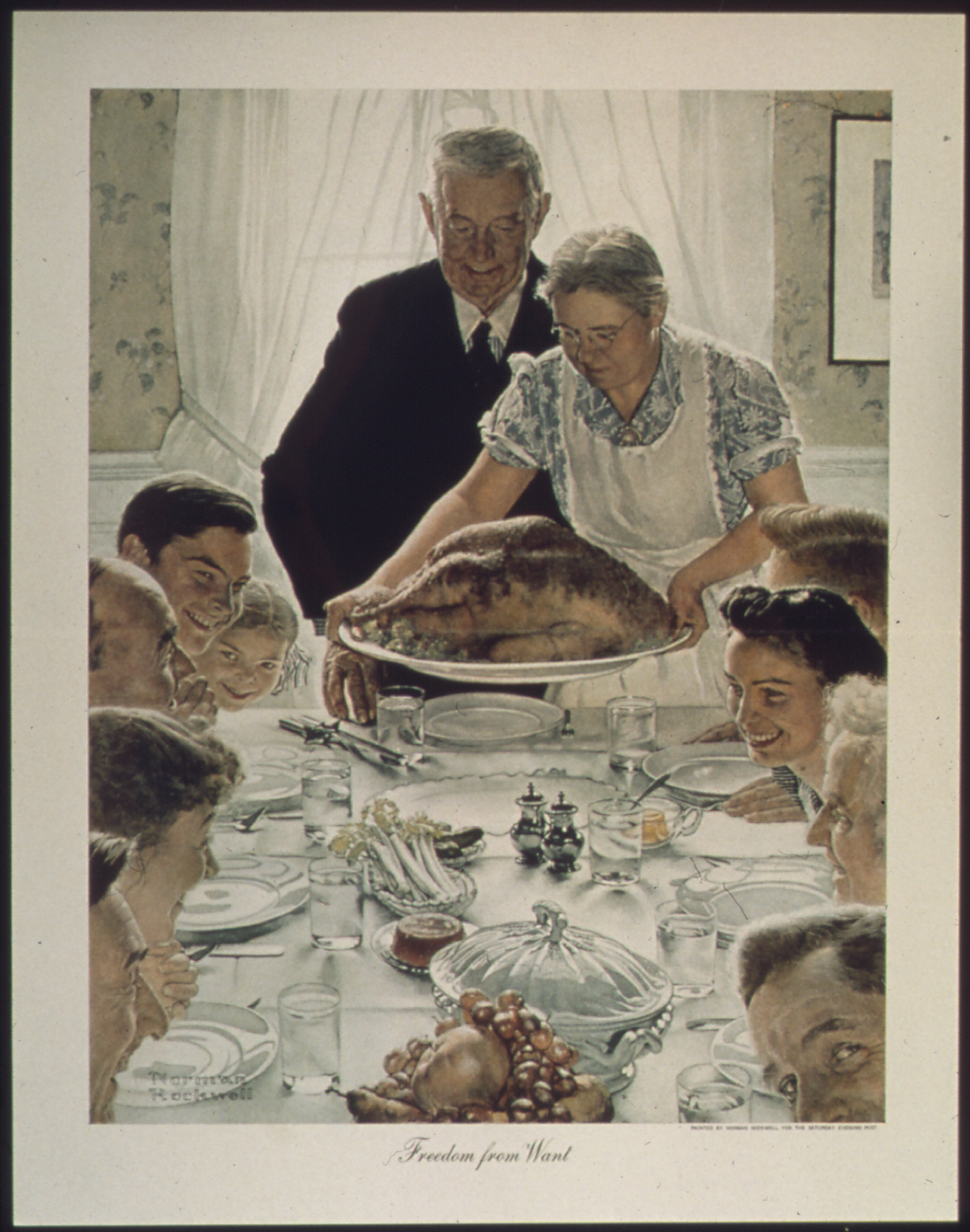
Freedom from Want, ein Gemälde Norman Rockwells aus dem Jahr 1943

Die dritte dieser Freiheiten ist die Freiheit von Not. Das bedeutet, weltweit gesehen, wirtschaftliche Verständigung, die jeder Nation gesunde Friedensverhältnisse für ihre Einwohner gewährt – überall auf der Welt.
Roosevelt, 6. Januar 1941
| Jahr | Middelburg                   | Jahr | Hyde Park                          |
| ---- | ---------------------------- | ---- | ---------------------------------- |
| 1982 | Johan Witteveen              | 1983 | Robert McNamara                    |
| 1984 | Liv Ullmann                  | 1985 | John Kenneth Galbraith             |
| 1986 | Bradford Morse               | 1987 | Mary Lasker                        |
| 1988 | Halfdan T. Mahler            | 1989 | Dorothy I. Height                  |
| 1990 | Emiel van Lennep             | 1991 | Paul Newman und Joanne Woodward    |
| 1992 | Jan Tinbergen                | 1993 | Eunice Shriver und Sargent Shriver |
| 1994 | Sadako Ogata                 | 1995 | Lane Kirkland                      |
| 1996 | Ärzte ohne Grenzen           | 1997 | Mark Hatfield                      |
| 1998 | Stéphane Hessel              | 1999 | George McGovern                    |
| 2000 | M. S. Swaminathan            | 2001 | March of Dimes                     |
| 2002 | Gro Harlem Brundtland        | 2003 | Dolores Huerta                     |
| 2004 | Marguerite Barankitse        | 2005 | Marsha J. Evans                    |
| 2006 | Muhammad Yunus, Grameen Bank | 2007 | Barbara Ehrenreich                 |
| 2008 | Jan Egeland                  | 2009 | Vicki Escarra                      |
| 2010 | Maurice Strong               | 2011 | Jacqueline Novogratz               |
| 2012 | Ela Bhatt                    | 2013 | Coalition of Immokalee Workers     |
| 2014 | Hawa Abdi Diblaawe           | 2015 | Olufunmilayo Olopade               |
| 2016 | Denis Mukwege                | 2017 | Ai-jen Poo                         |
| 2018 | Emmanuel de Merode           | 2019 | Franklin A. Thomas                 |
| 2020 | Sander de Kramer             | 2021 | Deepak Bhargava                    |

|  |  |  |  |

### Freiheit von Furcht

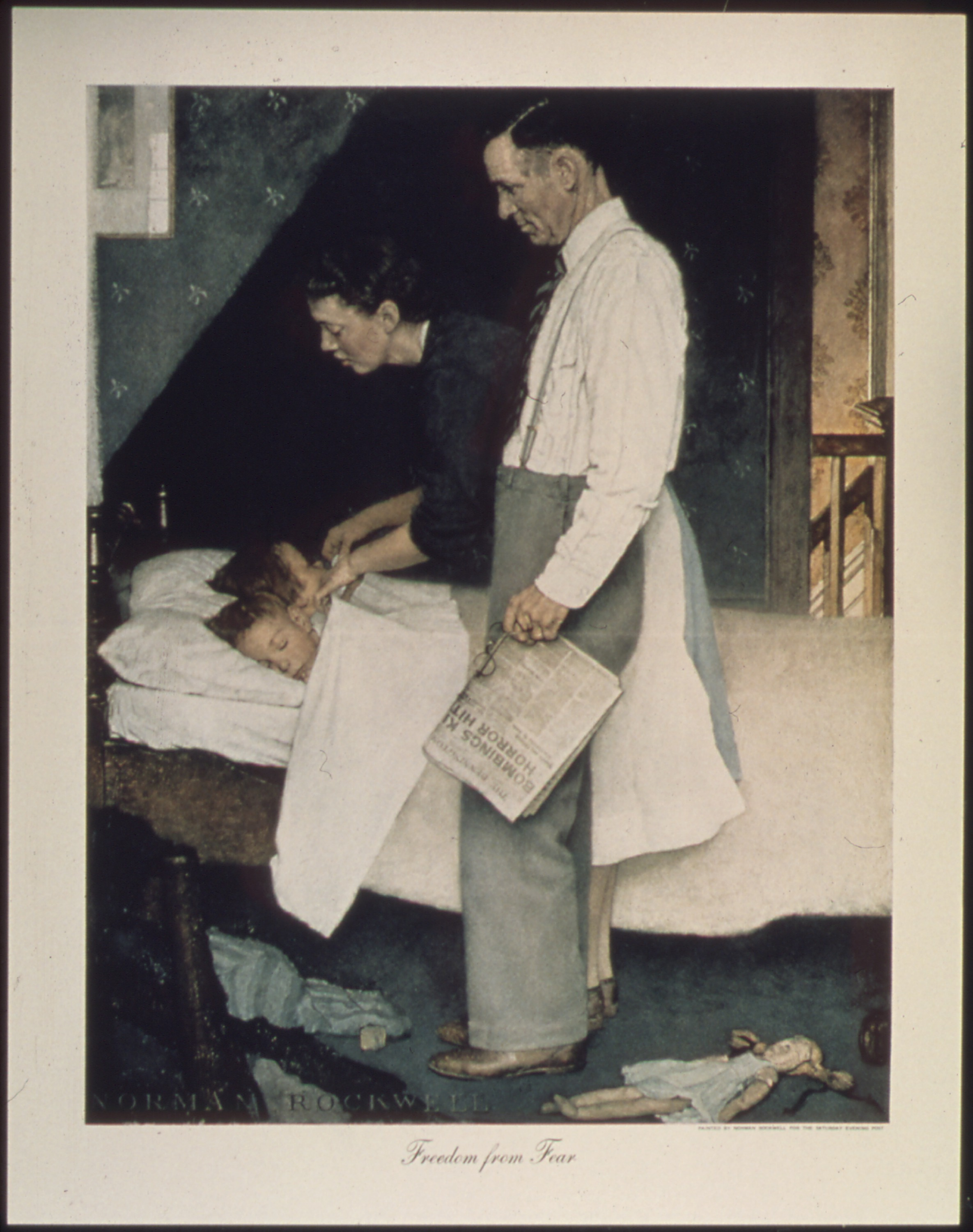
Freedom from Fear, ein Gemälde Norman Rockwells aus dem Jahr 1943

Die vierte Freiheit aber ist die Freiheit von Furcht. Das bedeutet, weltweit gesehen, eine globale Abrüstung, so gründlich und so lange durchgeführt, bis kein Staat mehr in der Lage ist, seinen Nachbarn mit Waffengewalt anzugreifen – überall auf der Welt.
Roosevelt, 6. Januar 1941
| Jahr | Middelburg                    | Jahr | Hyde Park |
| ---- | ----------------------------- | ---- | --- |
| 1982 | J. Herman van Roijen          | 1983 | Jacob K. Javits |
| 1984 | Brian Urquhart                | 1985 | Isidor Isaac Rabi |
| 1986 | Olof Palme (posthum)          | 1987 | George F. Kennan |
| 1988 | Armand Hammer                 | 1989 | James William Fulbright |
| 1990 | Simon Wiesenthal              | 1991 | Mike Mansfield |
| 1992 | Lord Carrington               | 1993 | George Wildman Ball |
| 1994 | Zdravko Grebo                 | 1995 | Elliot L. Richardson |
| 1996 | Schimon Peres                 | 1997 | Daniel K. Inouye |
| 1998 | Craig Kielburger              | 1999 | Bobby Muller |
| 2000 | Louise Arbour                 | 2001 | Veteranen des Zweiten Weltkriegs, repräsentiert durch - Richard Winters (US Army) - Robert E. Bush (US Navy) - William T. Ketcham (US Marine Corps) - Lee A. Archer, Jr. (US Air Force) - Ellen Buckley (U.S. Army Nurse Corps) |
| 2002 | Ernesto Zedillo Ponce de León | 2003 | Robert Byrd |
| 2004 | Max Kohnstamm                 | 2005 | Lee H. Hamilton und Thomas Kean |
| 2006 | Aung San Suu Kyi              | 2007 | Brent Scowcroft |
| 2008 | War Child                     | 2009 | Pasquale D’Amuro |
| 2010 | Gareth Evans                  | 2011 | Bryan A. Stevenson |
| 2012 | Husain asch-Schahristani      | 2013 | Ameena Matthews |
| 2014 | Malala Yousafzai              | 2015 | The Nation |
| 2016 | Human Rights Watch            | 2017 | Cristina Jiménez Moreta |
| 2018 | Urmila Chaudhary              | 2019 | Sandy Hook Promise |
| 2020 | Leoluca Orlando               | 2021 | Aktivistinnen für Arbeiterrechte - Sixta Leon Barrita - Rubiela Correa - Sonia Pérez Garcia - Maria Isabel Sierra |

|  |  |  |  |

### Besondere Auszeichnungen
| 1984 | Simone Veil (centenial award) | 2002 | William J. Vanden Heuvel | 2005 | BBC World Service |
| 1990 | Michail Gorbatschow           | 2003 | Arthur M. Schlesinger    | 2005 | Mary Soames       |
| 1995 | Jonas Salk                    | 2004 | Anton Rupert             | 2006 | Mike Wallace      |
| 1995 | Ruud Lubbers                  | 2004 | Bob Dole                 | 2008 | Forrest Church    |

|  |  |  |  |